# اسکندر بزرگ (فیلم ۱۹۵۶)
اسکندر بزرگ (انگلیسی: Alexander the Great) فیلمی در ژانر جنگی و زندگی‌نامه‌ای به کارگردانی رابرت راسن است که در سال ۱۹۵۶ منتشر شد.

## بازیگران
- ریچارد برتون در نقش اسکندر بزرگ
- کلیر بلوم در نقش بارسینه
- فردریک مارچ در نقش فیلیپ مقدونی
- دانیل داریو در نقش المپیاس
- مایکل هوردرن در نقش دموستن
- هری اندروز در نقش داریوش سوم
- استنلی بیکر در نقش آتالوس (سردار)
- پیتر کوشینگ در نقش ممنون رودسی
- هلموت دانتینه در نقش Nectenabus
- ویلیام اسکوایر در نقش ایسکینیز
- نیل مک‌گینیس در نقش پارمنیون
- گوستاوو روخو در نقش کلیتوس سیاه
- Rubén Rojo در نقش Philotas
- پیتر وینگارد در نقش پاوسانیاس اهل اورستیدوس
- فردریش فن لدبور در نقش آنتیپاتر
- Virgilio Teixeira در نقش بطلمیوس یکم سوتر
- خوزه نیتو در نقش Spithridates
- بری جونز در نقش ارسطو
- Ellen Rossen در نقش امیتیس
- Georges Chamarat
- Jean Violette
- Marc Valbel